# Mount Mason
Mount Mason är ett berg i Antarktis. Det ligger i Västantarktis. Nya Zeeland gör anspråk på området. Toppen på Mount Mason är 782 meter över havet, eller 9 meter över den omgivande terrängen. Bredden vid basen är 0,20 km.
Terrängen runt Mount Mason är kuperad söderut, men norrut är den platt. Trakten är obefolkad. Det finns inga samhällen i närheten.